# Ronde van Frankrijk 2004/Achtste etappe
De achtste etappe van de Ronde van Frankrijk 2004 werd verreden op 11 juli 2004 tussen Lamballe en Quimper.

## Verloop
De achtste etappe werd gekenmerkt door regen. De Noor Thor Hushovd toont zich de sterkste tijdens de massasprint in de straten van Quimper.
Proloog ·
1e etappe ·
2e etappe ·
3e etappe ·
4e etappe ·
5e etappe ·
6e etappe ·
7e etappe ·
8e etappe ·
9e etappe ·
10e etappe ·
11e etappe ·
12e etappe ·
13e etappe ·
14e etappe ·
15e etappe ·
16e etappe ·
17e etappe ·
18e etappe ·
19e etappe ·
20e etappe
Startlijst · Eindstanden · Afbeeldingen